# Collision aérienne de New York
La collision aérienne de New York s'est produite le 16 décembre 1960, lorsqu'un Douglas DC-8 assurant le vol United Airlines 826, alors en route vers l'aéroport d'Idlewild (aujourd'hui l'aéroport international de New York - John-F.-Kennedy), à New York, entre en collision en plein vol avec un Lockheed L-1049 Super Constellation assurant le vol TWA 266, alors en phase d'approche vers l'aéroport LaGuardia de New York. 
Le Constellation s'est écrasé sur Miller Field (en), à Staten Island, et le DC-8 dans le quartier de Park Slope, à Brooklyn, tuant les 128 personnes à bord des deux appareils ainsi que six personnes au sol. L'accident a été, à l'époque, la catastrophe aérienne la plus meurtrière de l'histoire de l'aviation commerciale, et reste encore aujourd'hui le pire crash aérien de l'histoire de United Airlines. 
Cet accident est également connu sous le nom de Catastrophe aérienne de Park Slope ou d'accident de Miller Field, d'après les sites de crash des deux avions. L'accident a également été la première perte et le premier accident mortel impliquant un DC-8.

## Avions et équipages

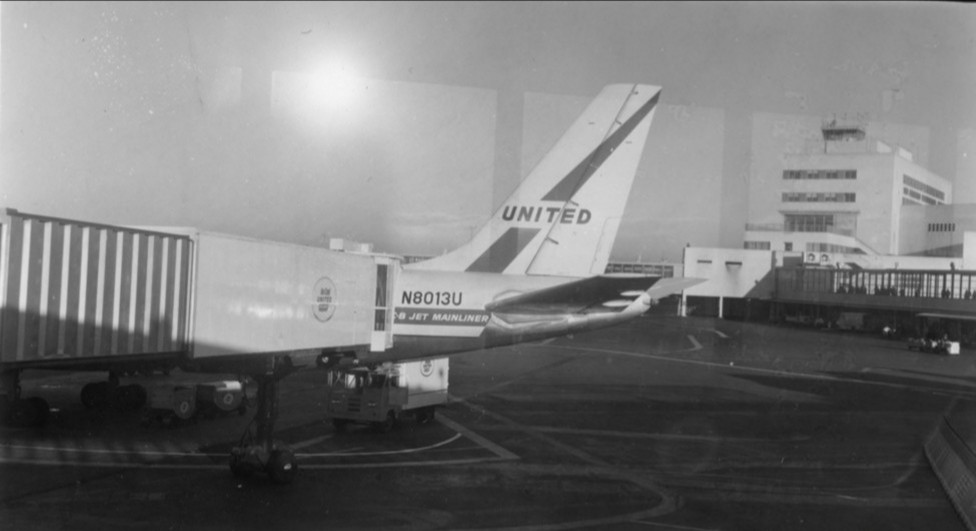
Photo de la queue du Douglas DC-8 de United Airlines (N8013U) impliqué dans la collision.

Le vol 826 était effectué par un Douglas DC-8-11 de United Airlines, nommé Mainliner Will Rogers et immatriculé N8013U ; il transportait 77 passagers et sept membres d'équipage entre l'aéroport international O'Hare de Chicago et l'aéroport d'Idlewild, dans le Queens. L'équipage était composé du commandant de bord Robert Sawyer (46 ans), du copilote Robert Fiebing (40 ans), de l'officier mécanicien navigant Richard Pruitt (30 ans) et de quatre hôtesses de l'air. Le commandant Sawyer était un pilote très expérimenté, cumulant 19 100 heures de vol à son actif, dont 344 sur DC-8. Le copilote Fiebing comptait 8 400 heures de vol, dont 416 sur DC-8. L'officier mécanicien navigant Pruitt totalisait 8 500 heures de vol, dont 379 sur DC-8.
Le vol 266 était effectué par un Lockheed L-1049A Super Constellation de Trans World Airlines (TWA), nommé Star of Sicily et immatriculé N6907C ; il transportait 39 passagers et cinq membres d'équipage entre l'aéroport international de Dayton, dans l'Ohio, et l'aéroport LaGuardia de New York, dans le Queens, avec une escale prévue à l'aéroport international Port Columbus. L'équipage était composé du commandant de bord David Wollam (39 ans), du copilote Dean Bowen (32 ans), de l'ingénieur de vol LeRoy "Lee" Rosenthal (30 ans) et de deux hôtesses de l'air, Margaret Gernat et Patricia Post. Le commandant Wollam cumulait 14 583 heures de vol à son actif, dont 267 sur Super Constellation. Le copilote Bowen totalisait 6 411 heures de vol, dont 268 sur Super Constellation. L'ingénieur de vol Rosenthal comptait 3 561 heures de vol, dont 204 sur Super Constellation.

## Déroulement du vol

Carte indiquant les trajectoires des 2 avions.

À 10h21, le vol 826 a informé la radio ARINC que l'un de ses récepteurs VOR était hors service et le message a été relayé au service de maintenance de United Airlines. Cependant, le contrôle aérien (ATC) n'a pas été informé que l'avion n'avait qu'un seul récepteur opérationnel, ce qui a rendu difficile pour les pilotes du vol 826 d'identifier l'intersection de Preston, au-delà de laquelle ils n'avaient pas reçu d'autorisation.
À 10h25, l'ATC a émis une autorisation révisée pour que le vol 826 raccourcisse sa route vers le point d'attente de Preston (près de Laurence Harbor, dans le New Jersey) de 12 miles (19 km). Cette autorisation comprenait notamment des instructions d'attente (un circuit d'attente standard de type « hippodrome ») pour l'équipage lorsqu'il arriverait à l'intersection de Preston. Le vol 826 devait alors réduire sa vitesse avant d'atteindre Preston, jusqu'à une vitesse d'attente standard de 210 nœuds (390 km/h) ou moins. Cependant, la vitesse de l'avion était estimé à 301 nœuds (557 km/h) lorsqu'il est entré en collision avec l'avion de la TWA, plusieurs kilomètres au-delà de l'intersection de Preston.
Au cours de l'enquête, United Airlines a affirmé que le VOR de Colts Neck (en) n'était pas fiable. Preston était alors le point où la voie aérienne V123, soit la radial 050° du VOR de Robbinsville, croisait la radial 120° du VOR de l'aéroport de Solberg-Hunterdon (en) et la radial 346° de Colts Neck. Cependant, le rapport final du Civil Aeronautics Board (en) (CAB) n'a trouvé aucun problème concernant le VOR de Colts Neck.
Les conditions météorologiques dominantes dans la région de New York étaient une pluie légère et du brouillard, précédés de légères chutes de neige.

## Collisions
Selon l'enregistreur de paramètres du vol 826, le DC-8 était à 12 miles (19 km) de sa trajectoire et, pendant 81 secondes, il est descendu avec un vitesse verticale de 3 600 pieds par minute (18 m/s), tout en ralentissant de plus de 400 nœuds (740 km/h) à 301 nœuds (557 km/h) au moment de la collision, à 10h33.
L'un des moteurs tribord du DC-8 a heurté le Super Constellation juste devant ses ailes, déchirant une partie de son fuselage. L'appareil a plongé immédiatement après l'impact, avec de nombreux débris continuant de tomber pendant qu'il se désintégrait au cours de sa chute en spirale vers le sol.
L'impact initial a arraché le moteur n°4 du DC-8 de son pylône. Ayant perdu un moteur et une grande partie de l'aile droite, le DC-8 est resté en vol pendant 90 secondes supplémentaires et sur près de 13 km.

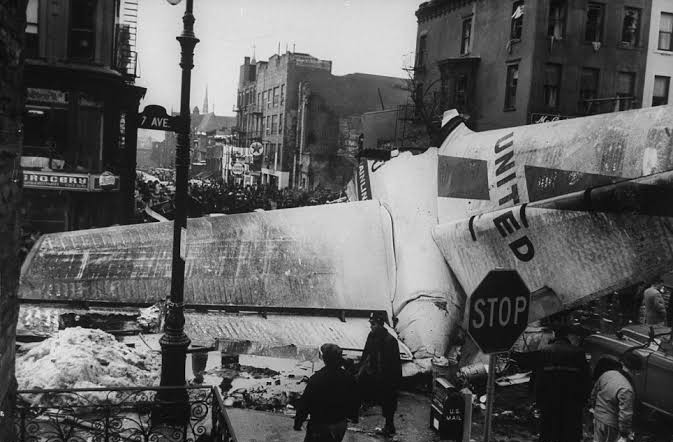
Photo du site du crash du vol 826, à Park Slope.

Le DC-8 s'est finalement écrasé dans le quartier de Park Slope, à Brooklyn (40° 40′ 38″ N, 73° 58′ 25″ O), à l'intersection de la 7e avenue et de Sterling Place, dispersant des débris partout dans la rue et mettant le feu à plusieurs immeubles d'appartements, à l'église Pillar of Fire, à la maison funéraire McCaddin, à une blanchisserie chinoise et à une épicerie fine. Six personnes au sol ont été tuées dans le crash.
L'accident a laissé les restes du DC-8 éparpillés vers le sud-est, en direction d'un grand champ ouvert à Prospect Park, à quelques pâtés de maisons du lieu du crash. L'accident a laissé une tranchée couvrant la majeure partie de la longueur de Sterling Place. Des témoins ont pensé qu'une bombe avait explosé ou que la chaudière d'un immeuble avait explosé.

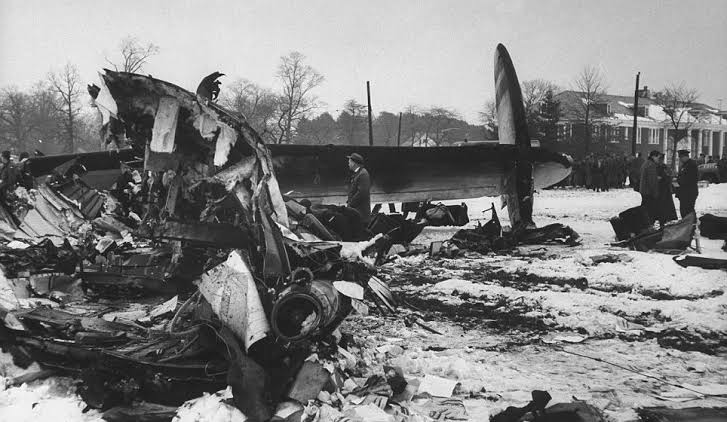
Site du crash du vol 266, à.

Le Super Constellation de la TWA s'est écrasé sur le coin nord-ouest de Miller Field (en), à Staten Island (40° 34′ 12″ N, 74° 06′ 11″ O), certaines sections de l'avion atterrissant dans le port de New York. Au moins un des passagers est tombé dans un arbre avant que l'épave ne touche le sol.
Les contrôleurs aériens n'ont eu aucun contact radio avec l'un ou l'autre des avions après la collision, bien que l'aéroport de LaGuardia ait commencé à suivre un avion entrant dans le secteur, avançant rapidement et non identifié sur les radars, en provenance de Preston vers le marqueur extérieur « Flatbush » de LaGuardia.

## Survivant initial
La seule personne à avoir survécu au crash était Stephen Baltz, un garçon de 11 ans originaire de Wilmette, dans l'Illinois. Il voyageait seul sur le vol 826 pour passer les fêtes de Noël à Yonkers, dans l'État de New York, avec des membres de sa famille. Il a été éjecté hors de l'avion, sur un banc de neige, où ses vêtements en feu ont été éteints. Bien que vivant et conscient, il a été gravement brûlé et a inhalé des vapeurs de carburant en feu. Baltz a finalement succombé à une pneumonie aiguë, le lendemain de l'accident.

## Causes
Les causes de l'accident ont été analysées dans un rapport du Civil Aeronautics Board (en) (CAB).

« L'appareil de United Airlines a dépassé sa limite d'autorisation et les limites de l'espace aérien alloué au vol par le contrôle de la circulation aérienne. Un facteur aggravant a été la vitesse élevée du DC-8 lors de l'approche vers l'intersection de Preston, associée au changement d'autorisation qui a réduit la marge de distance à parcourir, le long de la voie V123, d'environ 11 milles (18 km) »

Un autre facteur ayant également aggravé la situation est le fait que l'équipage du DC-8 n'avait pas signalé au contrôle aérien la panne de sa radio VHF.

## Conséquences
En 2010, à l'occasion du 50e anniversaire de la catastrophe, un mémorial en mémoire des victimes a été inauguré au cimetière de Green-Wood, à Brooklyn. Le cimetière abrite la fosse commune contenant les restes de ceux qui n'ont pas pu être identifiés.

## Documentaire
L'accident a fait l'objet d'un documentaire dans la série Why Planes Crash, diffusé pour la première fois en avril 2013.